# 武廷燎
武廷燎（1919年—2005年），又名四平（Tư Bình），越南的政治家，原越南共產黨中央委員會委員、越南社會主義共和國部長會議副主席。

## 生平
武廷燎是南定省美祿縣美順社人。1945年7月，參加革命。1946年10月加入印度支那共產黨。
1977年，任胡志明市市委副書記。1977年當選胡志明市人民委員會主席，1979年12月免去該職。1980年任後江省委書記。1982年4月至1987年2月任部長會議副主席。
1991年5月，武廷燎退休，開始着手編纂西南部黨部和軍民的戰鬥、建設和成長史，並出任越南漁業協會主席。
2005年6月22日，武廷燎的葬禮在胡志明市殯儀館舉行，後安葬於胡志明市公墓。

## 榮譽
- 胡志明勳章
- 60年黨齡紀念章

## 外部鏈接
- Tiểu sử đồng chí Vũ Đình Liệu - Cựu Bí thư Huyện ủy Châu Thành - Cựu Phó Chủ tịch Hội đồng Bộ trưởng (nay là Chính phủ)